# Ворончук Андрій Якович
Андрій Якович Ворончук (15 червня 1915, Горваль — 21 січня 2007, Київ) — радянський офіцер, Герой Радянського Союзу, в роки радянсько-німецької війни командир батареї 236-го стрілецького полку 106-ї стрілецької дивізії 65-ї армії Центрального фронту, лейтенант.

## Біографія

Могила Андрія Ворончука

Народився 15 червня 1915 року в селі Горваль (нині Речицького району Гомельської області Білорусі) в селянській родині. Білорус. Закінчив сім класів неповної середньої школи. У 1932 році закінчив Речицький педагогічний технікум.
У 1938 році призваний до лав Червоної Армії. У 1939 році брав участь у боях з японськими мілітаристами на річці Халхин-Гол. У 1942 році закінчив курси молодших лейтенантів. У боях радянсько-німецької війни з 1943 року. Воював на Центральному фронті.
15—17 жовтня 1943 року батарея 236-го стрілецького полку, якою командував лейтенант А. Я. Ворончук, у битві за Дніпро сприяла форсуванню річки в районі села Лоя Гомельської області Білорусі. Вогнем гармат було знищено п'ять вогневих точок ворога. Переправившись через річку, батарея на захопленому плацдармі відбила чотири запеклі контратаки противника, сприяючи утриманню кордону.
А. Я. Ворончук був поранений, але не залишив поле бою: йому вдалося підбити гранатою танк. Після бою його, контуженого і засипаного землею, відшукали санітари і відправили до госпіталю.
Указом Президії Верховної Ради СРСР від 30 жовтня 1943 року за мужність і героїзм, проявлені при форсуванні Дніпра і утриманні плацдарму на його правому березі лейтенанту Андрію Яковичу Ворончук присвоєно звання Героя Радянського Союзу з врученням ордена Леніна і медалі «Золота Зірка» (№ 1615).
Після лікування, відвідавши рідних у селі Горваль, повернувся в стрій. Другий раз А. Я. Ворончук був важко поранений під Віслою. Тут і закінчилася для нього війна.
Після закінчення продовжив службу в Радянській Армії. Брав участь в Параді Перемоги 24 червня 1945 року на Червоній площі в Москві. У 1947 році закінчив Військову академію імені М. В. Фрунзе. Служив офіцером-вихователем в Київському суворовському військовому училищі.
З 1960 року полковник А. Я. Ворончук — в запасі, а потім у відставці. У 1965 році закінчив заочно географічний факультет Київського державного університету. Більше 20 років був директором середньої школи № 5 м. Києва по вул. Патриса Лумумби. Жив у Києві. Помер 21 січня 2007 року. Похований у Києві на Звіринецькому кладовищі.

## Нагороди
Нагороджений орденом Леніна, орденом Вітчизняної війни 1-го ступеня, двома орденами Червоної Зірки, медалями.